# Сидарберг
Сидарберг (англ. Cedarburg) — город (англ. town) в США, в округе Озоки штата Висконсин. Население — 5760 человек (2010).

## Демография
Согласно переписи 2010 года, в городе проживало 5760 человек в 2055 домохозяйствах в составе 1755 семей. Имелось 2127 жилых домов.
Расовый состав населения:
| - 98,0 % — белых - 0,7 % — азиатов - 0,4 % — чёрных или афроамериканцев - 0,1 % — коренных американцев |

Принадлежность к двум или более расам — 0,6 %. Доля испаноязычных составляла 1,3 % от всех жителей.
По возрастному диапазону население распределилось следующим образом: 26,6 % — лица младше 18 лет, 59,9 % — лица в возрасте 18—64 лет, 13,5 % — лица в возрасте 65 лет и старше. Медиана возраста жителя составила 45,1 года. На 100 лиц женского пола в городе приходилось 101,6 мужчин; на 100 женщин в возрасте от 18 лет и старше — 99,7 мужчин также старше 18 лет.
Средний доход на одно домашнее хозяйство составил 147 884 долларов США (медиана — 96 771), а средний доход на одну семью — 160 235 долларов (медиана — 102 475). Медиана доходов составила 77 969 долларов для мужчин и 46 020 долларов для женщин. За чертой бедности находилось 3,9 % лиц, в том числе 1,0 % детей в возрасте до 18 лет и 8,5 % лиц в возрасте 65 лет и старше.
Гражданское трудоспособное население составляло 3206 человека. Основные отрасли занятости: образование, здравоохранение и социальная помощь — 19,1 %, производство — 18,0 %, финансы, страхование и недвижимость — 10,4 %, розничная торговля — 9,6 %.